# Kathryn Plummer
Kathryn Plummer, född 16 oktober 1998 i Long Beach, USA, är en beachvolley- och volleybollspelare (vänsterspiker). 
Hon växte upp och började spela volleyboll i Aliso Viejo, Kalifornien. Där spelade hon med Tstreet Volleyball Club, en klubb för juniorer, grundad Troy Tanner)
Som tidig talang var hon jagad av flera universitet och kom att studera vid  Stanford University och spela med deras lag Stanford Cardinal. Med dem vann hon NCAA-mästerskapen 2016, 2018 och 2019. Hon blev själv utvald till most outstanding player 2018 och 2019. Som junior nådde hon även stora framgångar i beachvolley. Hon vann U17-VM i beachvolley 2014 tillsammans med Morgan Martin  och brons vid U19-VM i beachvolley 2016 och U21-VM i beachvolley 2017 tillsammans med Milica Mirkovic.
Efter avslutade studier flyttade hon Italien för spel med Unione Sportiva Pro Victoria Pallavolo Monza. Hon spelade med dem under en säsong innan hon flyttade till Japan och spel med Denso Airybees under en säsong. Sedan 2021 har hon spelat med Imoco Volley i Italien. 
Plummer debuterade i landslaget 2019.